# Larry Crowne. Uśmiech losu
Larry Crowne. Uśmiech losu (ang. Larry Crowne) – amerykański komediodramat z 2011 roku, drugi pełnometrażowy film fabularny w reżyserii Toma Hanksa po Szaleństwach młodości (That Thing You Do!) z 1996.
Zdjęcia do produkcji powstawały w Los Angeles i Altadenie.

## Opis fabuły
Będący w średnim wieku weteran United States Navy Larry Crowne, rozwiedziony, samotnie żyjący mężczyzna, zostaje zwolniony z pracy. Mimo zadowalających wyników Crowne'a, firma decyduje się go wyrzucić, ponieważ nigdy nie ukończył college'u. Larry ma kłopoty ze znalezieniem nowej pracy, przez co grozi mu utrata domu. Lamar, sąsiad Crowne'a, radzi mu, aby rozpoczął kurs na community college, dzięki czemu szybciej znajdzie zatrudnienie. Larry rozpoczyna naukę. Na college'u zaprzyjaźnia się z młodszą studentką ekonomii, skuterzystką, dostaje etat kucharza w restauracji swojego starego znajomego i zakochuje się w Mercedes Tainot – nieszczęśliwej w życiu prywatnym nauczycielce.

## Obsada
- Tom Hanks – Larry Crowne
- Julia Roberts – Mercedes Tainot
- Cedric the Entertainer – Lamar
- Taraji P. Henson – B'Ella
- Gugu Mbatha-Raw – Talia
- Wilmer Valderrama – Dell Gordo
- Bryan Cranston – Dean Tainot
- Pam Grier – Frances
- Rami Malek – Steve Dibiasi
- Maria Canals Barrera – Lala Pinedo
- Rita Wilson – Wilma Q. Gammelgaard
- George Takei – dr Matsutani
- Sy Richardson – Avery
- Dale Dye – Cox
- Ian Gomez – Frank

## Przyjęcie
Larry Crowne otrzymał bardzo zróżnicowane recenzje od profesjonalnych krytyków. Na Rotten Tomatoes film otrzymał 34% pozytywnych not (oparte na 183 recenzjach) ze średnią oceną 5/10.